# Схурман, Анна Мария ван
Анна Мария ван Схурман, также фон Шурман, фон Шюрман (нидерл. Anna Maria van Schurman; 5 ноября 1607 Кёльн — 4 мая 1678, Веуверд, Фрисландия) — немецкая и нидерландская поэтесса, гравёр, разносторонний учёный.

## Биография
В четырёхлетнем возрасте начала читать, в семь научилась латыни. В 1613 году после смерти отца переехала с семьей в Утрехт. В 1636 году стала первой женщиной, поступившей в Утрехтский университет: поскольку женщинам это не разрешалось, на занятиях она сидела за специальным занавесом, чтобы её не видели студенты-мужчины. Имея склонность к литературе и богословию, специализировалась по праву. Занималась также географией, астрономией, историей. Владела четырнадцатью древними и новыми, западными и восточными языками. Переписывалась с Г. Фоссом и Х. Гюйгенсом.
С 1664 примкнула к религиозной секте лабадистов (её глава, Жан де Лабади, бывший иезуитом, перешел в протестантизм), странствовала вместе с ней по Европе. Написала трактат об учении Лабади и своем обращении.

## Сочинения
- Amica dissertatio inter Annam Mariam Schurmanniam et Andr. Rivetum de capacitate ingenii muliebris ad scientias. Paris, 1638 (фр.пер. — 1646, англ. — 1659)
- Dissertatio, de Ingenii Muliebris ad Doctrinam, & meliores Litteras Aptitudine. — 1641.
- Opuscula Hebræa, Græca, Latina, Gallica. Prosaica et Metrica. — 1648.
- Pensées sur la Réformation nécessaire à présent à l’Eglise de Christ. Amsterdam, 1669
- Εὐκληρία seu melioris partis electio. — Altonæ ad Albim, 1673.

## Новейшие издания
- Schurman A.M. van. Whether a Christian woman should be educated and other writings from her intellectual circle/ Joyce L. Irwin, Gijsbert Voet, eds. Chicago: University of Chicago Press, 1998
- Anne Marie de Schurman femme savante (1607—1678): correspondance/ Constant Venesoen, ed. Paris: Champion, 2004